# Eugenio Arriaza
Eugenio (de) Arriaza (n. La Habana; 18?? - f. 1???) fue un abogado y poeta cubano.

## Biografía
Eugenio Arriaza nació en La Habana en el primer tercio del siglo XIX.
Tuvo la estrafalaria idea de poner el Don Quijote en octavas (1849), tentativa ridícula que le valió unánimes censuras.
Sus poesías son muy medianas e inferiores a su libro Ensayo sobre el Origen, Naturaleza y Funcionamiento de los Promotores Fiscales.